# Lijst van nieuwe planten in Nederland
In Nederland komen naast planten die dreigen te verdwijnen (zie: Rode lijst van planten in Nederland) ook planten voor die zich nieuw in Nederland hebben gevestigd. Dit wordt veroorzaakt door enerzijds de wereldwijde klimaatverandering en anderzijds het verdwijnen van voor deze planten geschikte gebieden. 
De 'Standaardlijst van de Nederlandse flora'
|-, die in september 2004 verscheen, is uitgebreid met de onderstaande 40 nieuwe plantensoorten. Om op deze lijst te komen moeten de planten op drie verschillende plekken gesignaleerd zijn en gedurende ten minste drie generaties lang standgehouden hebben. Daarnaast staan er 87 nieuwe plantensoorten op de nominatie om in 2011 op deze lijst te komen.

## Huidige lijst
Deze lijst geeft een overzicht van planten die op de huidige lijst van nieuwe planten in Nederland staan:
| Akkerwikke             | Vicia sativa var. segetalis     |                |                             |
| Behaarde struweelroos  | Rosa caesia                     |                |                             |
| Beklierde heggenroos   | Rosa tomentella                 |                |                             |
| Berijpte viltroos      | Rosa sherardii                  |                |                             |
| Beverneltorkruid       | Oenanthe pimpinelloides         |                |                             |
| Bosogentroost          | Euphrasia nemorosa              | Brandpastinaak | Pastinaca sativa var. urens |
| Brede dovenetel        | Lamium confertum                |                |                             |
| Citroenmelisse         | Melissa officinalis             |                |                             |
| Draadfonteinkruid      | Potamogeton filiformis          |                |                             |
| Fransje                | Schoenoplectus x flevensis      |                |                             |
| Heggenroos             | Rosa corymbifera                |                |                             |
| Hoge fijnstraal        | Conyza sumatrensis              |                |                             |
| Hondsroos              | Rosa canina (s.s.)              |                |                             |
| IJle kropaar           | Dactylis polygama               |                |                             |
| Kale gierst            | Panicum dichotomiflorum         |                |                             |
| Kale struweelroos      | Rosa dumalis                    |                |                             |
| Kleinbloemige roos     | Rosa micrantha                  |                |                             |
| Knobbelklaverzuring    | Oxalis dillenii                 |                |                             |
| Knopkroos              | Lemna turionifera               |                |                             |
| Kraagroos              | Rosa agrestis                   |                |                             |
| Kruishyacint           | Scilla x massartiana            |                |                             |
| Prikneus               | Lychnis coronaria               |                |                             |
| Rijncentaurie          | Centaurea stoebe                |                |                             |
| Rivierduinzegge        | Carex ligerica                  |                |                             |
| Ruwe viltroos          | Rosa pseudoscabriuscula         |                |                             |
| Schijnegelantier       | Rosa columnifera                |                |                             |
| Schijnheggenroos       | Rosa subcollina                 |                |                             |
| Schijnhondsroos        | Rosa subcanina                  |                |                             |
| Slanke ogentroost      | 'Euphrasia micrantha            |                |                             |
| Valse zandzegge        | Carex reichenbachii             |                |                             |
| Vierrijige ogentroost  | Euphrasia tetraquetra           |                |                             |
| Vilt- of bottelroos    | Rosa villosa of tomentosa       |                |                             |
| Waterteunisbloem       | Ludwigia grandiflora            |                |                             |
| Wigbladige roos        | Rosa elliptica                  |                |                             |
| Wilde kool             | Brassica oleracea var. oleracea |                |                             |
| Zijdeplant             | Asclepias syriaca               |                |                             |
| Zuid-Afrikaanse gierst | Panicum schinzii                |                |                             |
| Zwarte wikke           | Vicia sativa var. nigra         |                |                             |

## Wachtlijst
Deze lijst geeft een overzicht van planten die op de wachtlijst staan om opgenomen te worden in de lijst van nieuwe planten in Nederland.
| Nederlandse naam                                  | Wetenschappelijke naam     |
| ------------------------------------------------- | -------------------------- |
| Aarereprijs                                       | Veronica spicata           |
| Annapaulownaboom                                  | Paulownia tomentosa        |
| Balkanvergeet-mij-nietje                          | Brunnera macrophylla       |
| Blauw kattenkruid                                 | Nepeta mussinii            |
| Blauwe monnikskap                                 | Aconitum napellus          |
| Bleek cypergras                                   | Cyperus eragrostis         |
| Bossalie                                          | Salvia nemorosa            |
| Breed pijlkruid                                   | Sagittaria latifolia       |
| Chinese naaldaar                                  | Setaria faberi             |
| Dalmatiëklokje                                    | Campanula portenschlagiana |
| Dessertbladen                                     | Malva verticillata         |
| Donzige klaproos                                  | Papaver rupifragum         |
| Doorwaskervel                                     | Smyrnium perfoliatum       |
| Driebladvetkruid                                  | Sedum sarmentosum          |
| Eendagsbloem                                      | Tradescantia virginiana    |
| Fazantenbes, caramelbes of grootmoeders oorbellen | Leycesteria formosa        |
| Fijn venushaar                                    | Adiantum raddianum         |
| Frans walstro                                     | Galium parisiense          |
| Geitenruit                                        | Galega officinalis         |
| Geel duizendblad                                  | Achillea filipendulina     |
| Gekield druifkruid                                | Chenopodium schraderianum  |
| Gekroesd x puntig fonteinkruid                    | Potamogeton ×lintonii      |
| Gele ribes                                        | Ribes odoratum             |
| Gevlamde fijnstraal                               | Conyza bonariensis         |
| Grijs kattenkruid                                 | Nepeta ×faassenii          |
| Groene trompetboom                                | Catalpa bignonioides       |
| Groot nagelkruid                                  | Geum macrophyllum          |
| Hanendoorn                                        | Crataegus crus-galli       |
| Hoge amarant                                      | Amaranthus rudis           |
| Hoge dravik                                       | Anisantha diandra          |
| IJle lamsoor                                      | Limonium humile            |
| Karpatenklokje                                    | Campanula carpatica        |
| Klein fakkelgras                                  | Rostraria cristata         |
| Klein struisgras                                  | Agrostis hyemalis          |
| Kleverige alant                                   | Dittrichia viscosa         |
| Kogelduizendknoop                                 | Persicaria capitata        |
| Kransnemesia                                      | Nemesia melissaefolia      |
| Kruipkattenstaart                                 | Lythrum junceum            |
| Kruipklokje                                       | Campanula poscharskyana    |
| Kustwolfsmelk                                     | Euphorbia portlandica      |
| Laurierkers                                       | Prunus laurocerasus        |
| Lijsterbesspirea                                  | Sorbaria sorbifolia        |
| Lintvaren                                         | Pteris cretica             |
| Loganbes                                          | Rubus loganobaccus         |
| Mariëtteklokje                                    | Campanula medium           |
| Marjoleinbekje                                    | Chaenorhinum origanifolium |
| Monnikskruid                                      | Nonea lutea                |
| Muurzeepkruid                                     | Saponaria ocymoides        |
| Noordse aalbes                                    | Ribes spicatum             |
| Oosterse klaproos                                 | Papaver orientale          |
| Oosterse plataan                                  | Platanus orientalis        |
| Piramideklokje                                    | Campanula pyramidalis      |
| Pluimgipskruid                                    | Gypsophila paniculata      |
| Prachtrozenkransje                                | Anaphalis margaritacea     |
| Ribbelbies                                        | Schoenoplectus mucronatus  |
| Rimpelige mispel                                  | Cotoneaster rehderi        |
| Rode ribes                                        | Ribes sanguineum           |
| Rood herderstasje                                 | Capsella rubella           |
| Rotsschildzaad                                    | Alyssum saxatile           |
| Roze berberis                                     | Berberis aggregata         |
| Ruige fijnstraal                                  | Conyza bilbaoana           |
| Schijn-els                                        | Clethra alnifolia          |
| Schijnpapaver                                     | Meconopsis cambrica        |
| Slaapkamergeluk                                   | Soleirolia soleirolii      |
| Smal venushaar                                    | Adiantum diaphanum         |
| Spaanse dravik                                    | Anisantha madritensis      |
| Spaanse hyacint                                   | Scilla hispanica           |
| Steentijmereprijs                                 | Veronica acinifolia        |
| Stekelkamgras                                     | Cynosurus echinatus        |
| Stijf ijzerhard                                   | Verbena bonariensis        |
| Stijve aardpeer                                   | Helianthus rigidus         |
| Straatwolfsmelk                                   | Euphorbia maculata         |
| Streephyacint of witte sterhyacint                | Scilla mischtschenkoana    |
| Texaanse ganzenvoet                               | Chenopodium berlandieri    |
| Tweekleurig springzaad                            | Impatiens balfourii        |
| Tweenervige zegge                                 | Carex binervis             |
| Vlokkige toorts                                   | Verbascum pulverulentum    |
| Vroege krokus                                     | Crocus chrysanthus         |
| Walstroleeuwenbek                                 | Linaria purpurea           |
| Welriekende ganzenvoet                            | Chenopodium ambrosioides   |
| Wilgbladige mispel                                | Cotoneaster salicifolius   |
| Witte boogmispel                                  | Cotoneaster sternianus     |
| Wollige lijsterbesspirea                          | Sorbaria tomentosa         |
| Zilveresdoorn                                     | Acer saccharinum           |
| Zilverkruiskruid                                  | Senecio cineraria          |
| Zilverstruisgras                                  | Agrostis scabra            |
| Zwart peperboompje                                | Daphne laureola            |

1. ↑  Standaardlijst van de Nederlandse flora 2020 (2021). Geraadpleegd op 8 december 2024.